# Франклин, Джейн
Джейн Фра́нклин (леди Франклин) (англ. Jane Franklin; 1791—1875) — английская путешественница, меценатка, супруга известнейшего полярного исследователя сэра Джона Франклина, организовавшая и спонсировавшая семь арктических экспедиций на поиски следов пропавшего в Арктике мужа, первая женщина, удостоенная Золотой медали Королевского географического общества. Автор известного выражения: «Что не пожелало сделать Государство, сделала Женщина!» (англ. "What the Nation Would Not Do, a Woman Did").

## Юные годы и брак с Джоном Франклином
Джейн Франклин (в девичестве Гриффин) родилась 4 декабря 1791 года в семье Джона Гриффина (состоятельного предпринимателя, почётного гражданина Лондона, позже — управляющего Голдсмит Компани) и Джейн Гиллмард (англ. Jane Guillemard). Джейн получила прекрасное домашнее образование, а также училась в небольшой школе-интернате в Челси. Став молодой женщиной, она продолжала заниматься самообразованием в области религии, истории, языковедения, математики и музыки. Путешествовала по Британии, Европе, Скандинавии и России, природное любопытство и страсть к приключениям сделали её со временем одной из самых выдающихся женщин-путешественниц и авантюристок своего времени. Она также была заядлой писательницей, записывая наблюдения о своих путешествиях в путевые дневники (сейчас хранятся в Институте полярных исследований имени Скотта).
Джейн близко дружила с поэтессой Элеанорой Энн Порден, ставшей в 1823 году женой коммандера Джона Франклина — прославленного участника полярных экспедиций. В 1825 году, через несколько месяцев после того, как Джон Франклин отправился в своё новое путешествие, Элеонора умерла от туберкулёза. По возвращении из экспедиции в 1827 году знакомство Франклина с Джейн продолжилось, и 5 ноября 1828 года они поженились.
В 1830-х годах, во время службы Франклина на Средиземном море, Джейн путешествовала по Испании, Греции, Северной Африке, Сирии и Криту.

## Тасмания

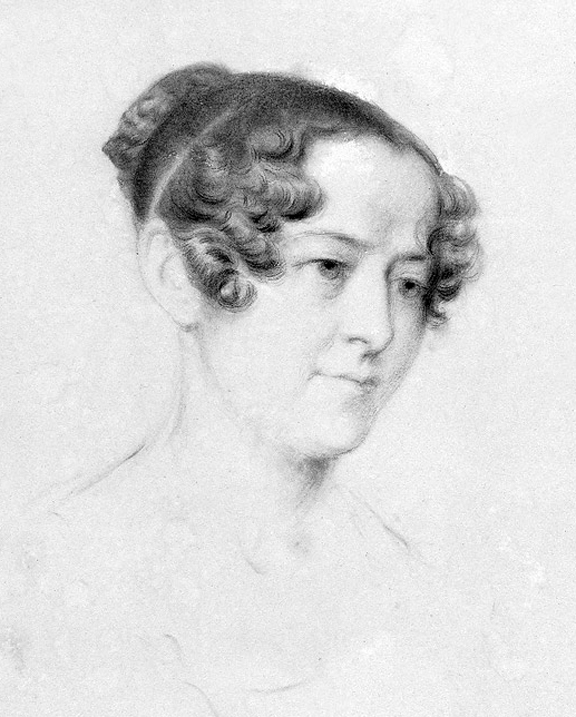
Томас Бок, портрет леди Франклин, 1838

В 1836 году Джон Франклин был назначен генерал-губернатором Земли Ван-Димена (Тасмания). Это была колония-поселение для каторжан. Обладая деятельным характером и не желая играть традиционную пассивную роль жены губернатора, Джейн Франклин со всей своей природной пылкостью взялась за решение социально-культурных проблем поселения. Благодаря её усилиям всего за шесть лет Тасмания стала интеллектуальным центром австралийской колонии. Под влиянием супруги Джон Франклин в 1839 году основал научное общество, ставшее в 1848 году первым Королевским обществом за пределами Англии. В 1839 году леди Франклин приобрела 130 акров земли около Хобарта, на которой заложила Ботанический сад, которому дала название «Ancanthe». Там же, по образцу греческого храма, был заложен музей, строительство которого также было оплачено из её личных средств.
В 1838 году леди Франклин организовала проведение ежегодной Королевской регаты в Хобарте, которая стала и остаётся крупнейшим соревнованием на море в Южном полушарии.
Под патронажем леди Франклин 7 ноября 1840 года был заложен первый камень в основании будущего высшего учебного заведения Тасмании Колледжа Христа. Помимо этого, леди Джейн выступила ещё с рядом инициатив, которые были отклонены, но позже реализованы (таких, например, как организация общества реабилитации осуждённых женщин, школы для мальчиков и др.).
Среди начинаний Франклин были и проекты откровенно авантюрные, но принесшие ей невероятную популярность. К ним относится проект избавления острова от змей — леди Франклин предлагала по шиллингу за каждую змеиную голову. Она успела потратить £600, прежде чем Джон Франклин упросил её отказаться от этого начинания. Леди Джейн как минимум дважды пыталась "цивилизовать" тасманийских детей, насильно отнятых у родителей. Судьба удочеренной ею девочки, Матинны, сложилась трагически. 
Будучи неутомимой путешественницей, леди Франклин стала первой женщиной, совершившей восхождение на гору Веллингтон. Кроме этого, она совершила пешие путешествия от Мельбурна до Сиднея и от Хобарта до залива Маккуори.
В качестве супруги губернатора Джейн Франклин занималась и обычными для этой роли вещами — проведением балов, приёмов и ужинов, участием в местных благотворительных и общественных мероприятиях.

## Поиски экспедиции Франклина и последующие годы жизни
В 1843 году Джон Франклин был отозван с поста губернатора Тасмании и назначен руководителем самой амбициозной экспедиции Британского адмиралтейства по поиску Северо-Западного прохода из Атлантики в Тихий океан через Канадский арктический архипелаг. В 1845 году на кораблях «Эребус» и «Террор» он отплыл из Англии и пропал без вести.
Поскольку экспедиция планировалась на несколько лет, леди Франклин во время предполагаемого отсутствия мужа посетила Вест-Индию и Соединённые Штаты Америки.
В конце 1847 года, когда отсутствие вестей об экспедиции мужа стало ясно свидетельствовать, что экспедиция попала в беду, леди Франклин направила все свои усилия на организацию поисков супруга. Одним из первых откликнувшихся был Джон Ричардсон — близкий друг и участник предыдущих экспедиций Франклина, который вместе с Джоном Реем в 1848 году предприняли первую попытку поисков пропавшей экспедиции. На собственные средства, а также на деньги, собранные от добровольных пожертвований, леди Франклин приобрела судно «Принц Альберт» и в 1850 и 1851 годах организовала две поисково-спасательные экспедиции под руководством Чарльза Форсайта и Уильяма Кеннеди. В 1852 и 1853 годах был отправлены ещё две экспедиции на шхуне «Изабель» под командованием Эдварда Ингфилда и Уильяма Кеннеди.

После того, как в 1854 году Англия официально признала экспедицию Франклина погибшей, леди Франклин отказалась от пенсии вдовы и от траурных одежд, а наоборот, одевалась в ярко-зеленые и розовые наряды в знак своей веры, что её муж был ещё жив. В 1857 году она снарядила очередную экспедицию в Арктику на судне «Фокс» под командованием Фрэнсиса Мак-Клинтока, которая в 1859 году привезла из Арктики неопровержимые доказательства гибели экспедиции и
смерти её мужа в 1847 году.
В 1860 году с формулировкой «За неиссякаемую настойчивость при отправке экспедиции для выяснении судьбы мужа» Королевское Географическое Общество наградило леди Франклин золотой медалью, она стала первой женщиной, удостоенной такой награды.
Потраченные силы и свалившееся горе не надломили леди Франклин, она была не из тех, кто в подобной ситуации сидел бы дома и проникался жалостью к себе. Она вновь отправилась в путешествие, посетив Южную Америку, Японию, Индию, Китай, Африку, Гавайские острова и снова США.
До конца жизни леди Франклин была убеждена в том, что в Арктике может сохраниться ещё много свидетельств пропавшей экспедиции мужа. Она обеспечила финансовую поддержку некоторых более поздних экспедиций, в том числе Чарльза Фрэнсиса Холла в 1860-х годах. В 1874 году она организовала ещё одну экспедицию во главе с Алленом Янгом на корабле «Пандора». Экспедиция покинула Лондон в июне 1875 года, но о её результатах леди Франклин уже не узнала — 18 июля 1875 года она скончалась в Лондоне в возрасте 83 лет. 

Леди Джейн Франклин похоронена на Лондонском кладбище Кенсал-Грин.

## Память
В память о леди Джейн Франклин названы:
- Остров Леди-Франклин (море Баффина, юго-восточнее Баффиновой Земли)
- Мыс Леди-Франклин (север острова Батерст в Канадском арктическом архипелаге)
- Леди-Франклин Пойнт (мыс на юго-западе острове Виктория в Канадском арктическом архипелаге)
- Мыс Джейн-Франклин (северо-западная оконечность острова Кинг-Вильям в Канадском арктическом архипелаге)
- Залив Леди-Франклин (северо-восточное побережье острова Элсмир)
- Залив Леди-Франклинфьорд (Шпицберген)
- Ледник Франклин (Северо-Восточная Земля, Шпицберген).